# Alekszejevkai járás (Szamarai terület)

Az Alekszejevkai járás a Szamarai területen

Az Alekszejevkai járás (oroszul Алексеевский район) Oroszország egyik járása a Szamarai területen. Székhelye Alekszejevka.

## Népesség
- 1989-ben 13 813 lakosa volt.
- 2002-ben 13 114 lakosa volt, melynek 89,43%-a orosz.
- 2010-ben 12 274 lakosa volt, melynek 90,5%-a orosz, 2,9%-a csuvas, 1,6%-a tatár, 1,2%-a kazah.

| Lakosok száma | 13 114 | 12 227 | 12 202 | 11 988 | 11 676 | 11 623 | 11 728 | 11 799 | 11 457 | 10 851 |
|               | 2002   | 2008   | 2011   | 2012   | 2014   | 2015   | 2017   | 2018   | 2020   | 2021   |